# (388188) 2006 DP14
(388188) 2006 DP14 (тимчасова назва — 2006 DP14) — астероїд на надзвичайно ексцентричній орбіті. Його розмір — менше кілометра, формою схожий на зерня арахісу. Класифікований як навколоземний об'єкт та потенційно небезпечний астероїд групи Аполлона. Цей контактний бінар виявили 23 лютого 2006 року астрономи програми LINEAR на Експериментальному тестувальному майданчику лабораторії Лінкольна поблизу Сокорро, штат Нью-Мексико, США. 10 лютого 2014 року він пролетів на віддалі 6,25 місячних відстаней від Землі. Діаметр астероїда становить близько 400 метрів, а його період обертання — 5,77 години. 

## Класифікація та орбіта
2006 DP14 є членом групи Аполлона, до якої належать астероїди, які перетинають орбіту Землі, і яка є найбільшою групою навколоземних астероїдів.
Він здійснює повний оберт навколо Сонця на відстані від 0,3 до 2,4  а. о. раз на 19 місяців (583 дні; велика піввісь —1,37 а. о.). Його орбіта має високий ексцентриситет (0,78) і нахил 12° відносно екліптики. Оскільки до моменту відкриття цього астероїда не було жодних зафіксованих його спостережень, дуга спостереження за цим космічним тілом починається з моменту його виявлення у 2006 році.

### Наближення до Землі
Мінімальна відстань перетину орбіти (MOID) Землі для цього астероїда становить 2 440 000 км (0,0163 а. о.), що відповідає 6,4 місячної відстані. 10 лютого 2014 року він проминув Землю близько до цієї теоретичної мінімальної відстані в 6,25 місячної відстані, або 2 400 000 км (0,016032 а. о.). Це робить його потенційно небезпечним астероїдом із загрозливо близьким наближенням до Землі через низьку мінімальну відстань перетину орбіти Землі та його великі розміри (абсолютна зоряна величина — 18,9). Потенційно небезпечними астероїдами називають об'єкти з абсолютною зоряною величиною 22 або яскравішими — що загалом відповідає приблизно 140 метрам у діаметрі — та мінімальною відстанню перетину орбіти, меншою за 0,05 а. о. або 19,5 місячної відстані. 

## Фізичні характеристики
За припущеннями науковців, 2006 DP14 є кам'янистим астероїдом типу S. Цей астероїд — типовий контактний бінар із двома виразними опуклостями на обох кінцях, які видаються поєднаними, що й спричиняє візуальну подібність до зернятка арахісу.

### Діаметр, форма та альбедо
У ніч на 11 лютого 2014 року вчені NASA провели сеанс радіолокаційної побудови зображення з використанням 70-метрової тарілки в обсерваторії Голдстоун. Ці спостереження, що базувалися на даних радіовисотоміра, виявили космічне тіло розміром 400 × 200 метрів, у той час як за результатами обчислень, виконаних Collaborative Asteroid Lightcurve Link, діаметр астероїда мав би становити близько 500 метрів (обчислення ґрунтувались на передбачуваних для кам'янистих астероїдів стандартному значенню альбедо 0,20 та абсолютній зоряній величині 18,9).
Астрономи-аматори та професійні астрономи весь час допомагали відстежувати 2006 DP14, так що на момент проведення радіолокаційного сеансу вченим не треба було обчислювати розташування астероїда — достатньо було скерувати велетенську антену у вже відомому напрямку.

### Період обертання
Радіометричні спостереження в обсерваторії Голдстоуна також визначили період обертання приблизно в 6 годин. Подальші фотометричні спостереження виявили дві криві блиску, що дало змогу уточнити період обертання до двох значень — 5,77 та 5,78 години з великою різницею яскравості 1,05 та 0,9, відповідно (U=3/3). Висока амплітуда яскравості астероїда теж свідчить про його видовжену форму. 

## Іменування
Станом на 2019 рік ця мала планета ще не має постійної назви.